# Stemmops
Stemmops là một chi nhện trong họ Theridiidae.